# Mszana
Pour l’article homonyme, voir Mszana (Basses-Carpates).
Mszana est une localité polonaise et siège de la gmina qui porte son nom, située dans le powiat de Wodzisław en voïvodie de Silésie.